# درزاب (بجستان)
درزاب (بالفارسية: درزاب) هي قرية تقع في إيران في قسم بجستان الريفي. يقدر عدد سكانها بـ 264 نسمة بحسب إحصاء 2016.